# Ace of Spades
Ace of Spades är hårdrockgruppen Motörheads femte album utgivet 1980. Det blev femma på UK Albums Chart.
2005 gjordes en dokumentär om inspelningen av albumet i serien Classic Albums.

## Låtlista
1. "Ace of Spades" - 2:49
2. "Love Me Like a Reptile" - 3:23
3. "Shoot You in the Back" - 2:39
4. "Live to Win" - 3:37
5. "Fast and Loose" - 3:23
6. "(We Are) The Road Crew" - 3:12
7. "Fire, Fire" - 2:44
8. "Jailbait" - 3:33
9. "Dance" - 2:38
10. "Bite the Bullet" - 1:38
11. "The Chase Is Better Than the Catch" - 4:18
12. "The Hammer" - 2:45